# سرفيل أنطرسكي شاهترجي
سرفيل أنطرسكي شاهترجي (الاسم العلمي:Anthriscus fumarioides) هو نوع من النباتات يتبع جنس السرفيل الأنطرسكي من الفصيلة الخيمية.